# Памбакски хребет
Памбакският хребет ({на арменски: Փամբակի լեռնաշղթա; на руски: Памбакский хребет) е планински хребет, част от система на Арменската планинска земя.
Простира се на около 100 km от запад-северозапад (района на град Гюмри) на изток-югоизток (северозападния бряг на езерото Севан) в северната част на Армения, южно от долината на река Памбак (дясна съставяща на река Дебед, десен приток на Храми, десен приток на Кура). На североизток чрез Севанския проход (2114 m) се свързва с Арегунийския хребет. Максимална височина връх Тежлер 3101 m, (40°41′12″ с. ш. 44°37′08″ и. д. / 40.686667° с. ш. 44.618889° и. д.), издигащ се в средната му част. Изграден е вулканогенно-утаечни наслаги. Памбакският хребет се явява вододел между водосборните басейни на реките Кура и Аракс. На север се спускат малки, къси и бурни реки десни притоци на река Памбак. От североизточното му подножие води началото си река Акстев (Акстафа, десен приток на Кура). От южните му склонове водят началото си реки леви притоци на Ахурян и Касах (леви притоци на Аракс) и река Мармарик (десен приток на Раздан, ляв приток на Аракс). По склоновете му преобладават планинско-ливадните степи, а нагоре следват субалпийски и алпийски пасища. На три места Памбакският хребет се пресича от проходи: Памбакски (2153 m) и Спитакски (2378 m) на запад, по които преминават шосета от Ереван за Спитак и Меградзорски (2628 m) – шосе от Ереван за Ванадзор и под който е прокопан 8-километров тунел (3-тия по дължина в бившия СССР), свързващ Ереван с Тбилиси. По северното подножие на хребета, в долината на река Памбак са разположени градовете Ванадзор и Спитак, по южното – градовете Севан, Раздан и Цахкадзор и сгт Гагарин и Апаран.

## Топографска карта
- К-38-XХVІІ М 1:200000[2]
- К-38-XХХІІІ М 1:200000[3]